# Silaque-Insusinaque
Silaque-Insusinaque ou Silcaquinsusinaque foi irmão e sucessor de Cutir-Nacunte III e o quarto rei da Dinastia Sutrúquida de Elão. Ele também governou na Babilônia, mas já no final de seu reinado ele teve que realizar uma série de campanhas nos territórios que cercavam a Babilônia no nordeste. Surtos de resistência estavam se formando nessa área, ameaçando Elão.

## História

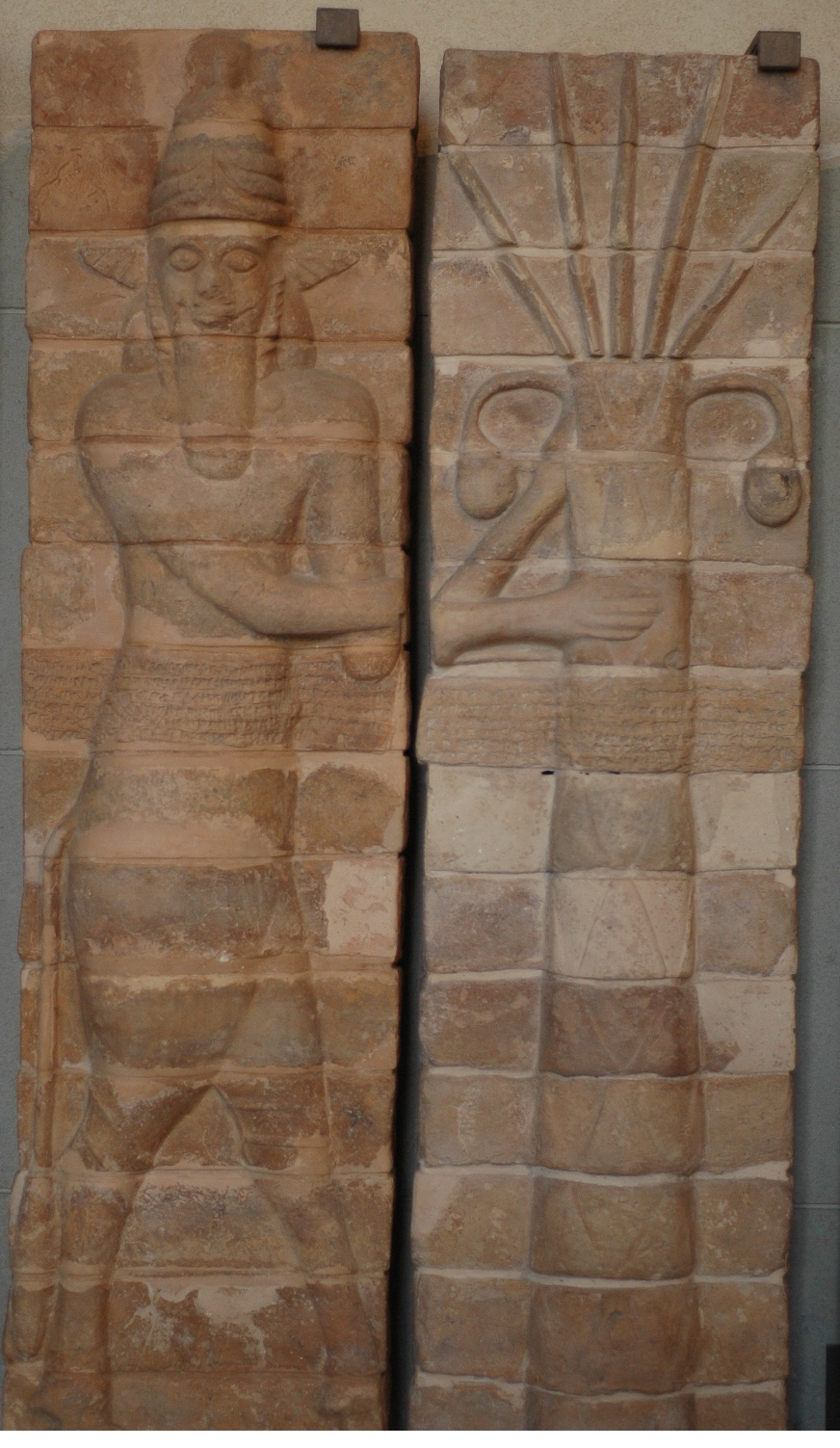
Homem-touro que protege uma palmeira, meados do século XII a.C.. Encontrado no Tel de Apadana em Susa. A inscrição que percorria o registro central da banda de que Silaque-Insusinaque fez uma estátua de tijolo para a capela exterior de Insusinaque

As campanhas estão relacionadas em várias estelas. A primeira campanha foi realizada na fronteira entre Nuzi e Assíria, de modo que as operações tiveram que ser realizadas em direção aos territórios do Pequeno Zabe. Mais tarde, as operações acontecem na mesma fronteira entre Babilônia e Assíria, com resultados variáveis, pois várias localidades mudam de mãos várias vezes. Em outra incursão, o rei elamita ataca a área entre o rio Tigre e a Cordilheira dos Zagros, na esperança de garantir o controle das rotas naturais leste-oeste, que descem as partes superiores do rio Diala, para a planície babilônica.[carece de fontes?]

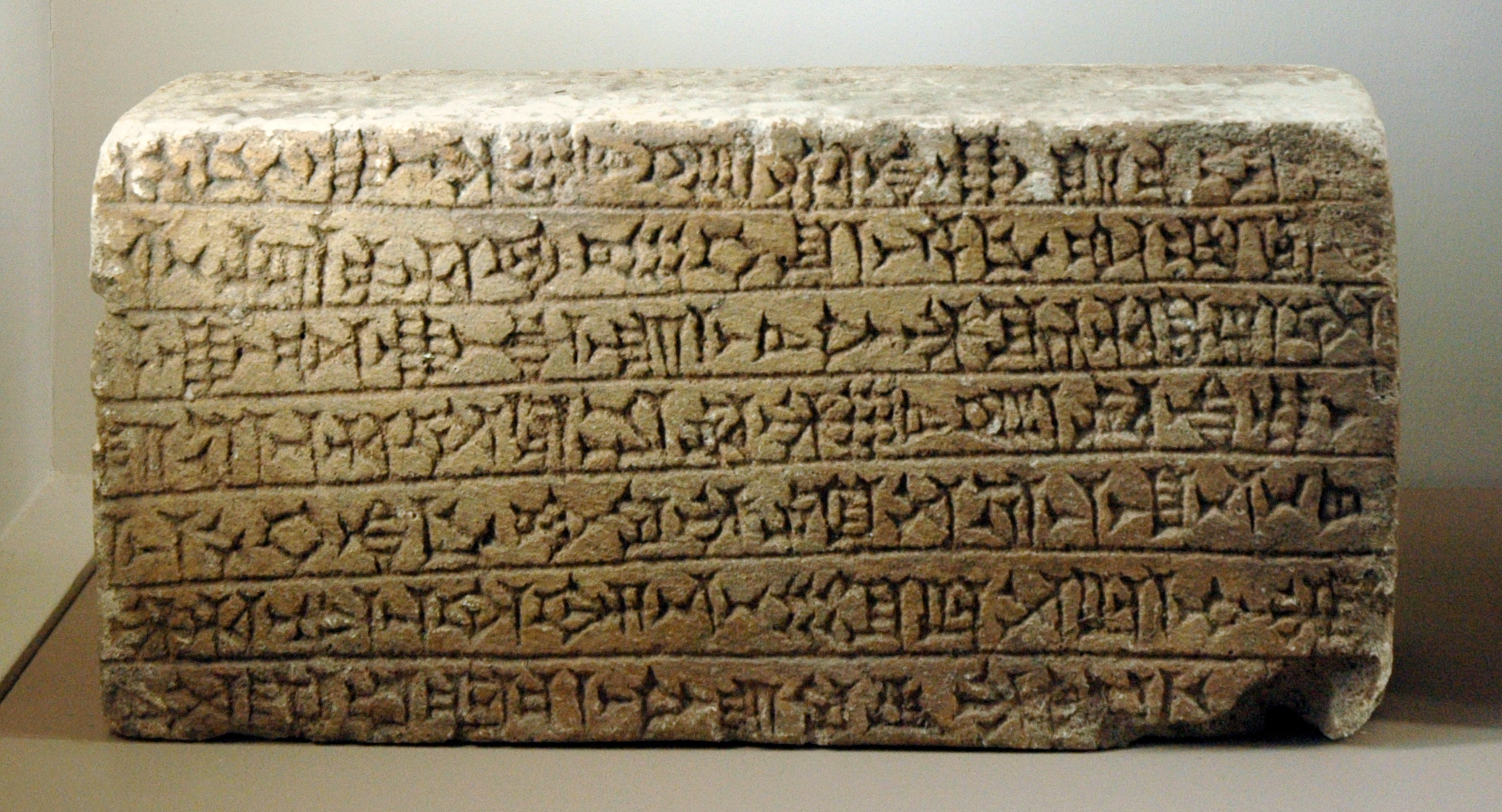
Tijolo de Silaque-Insusinaque com inscrição elamita, referente à decoração de Susa com tijolos esmaltados, no Museu do Louvre

Mas na Babilônia uma nova força havia nascido. O líder Marduquecabiteaquesu não aceita o vassalagem para Elão e se torna fundador da Segunda dinastia de Isim ( Quarta Dinastia da Babilônia), cujos sucessores conseguirão reverter a dinâmica do guerreiro e invadir Elão.